# Bernard Fougères
Bernard Victor Theophile Isidore Fougères Julliot (Cossé-le-Vivien, Francia, 12 de febrero de 1934 - Guayaquil, Ecuador; 5 de mayo de 2018) fue un periodista francés que residió en Ecuador desde 1 de mayo de 1965.
En 1960 trabajó por cinco años en Marruecos como profesor de literatura francesa y tuvo un programa televisivo. En 1965 el Ministerio de Relaciones Exteriores de Francia lo nombró director de la Alianza Francesa, donde tuvo que escoger entre los países de Nicaragua, Turquía y Ecuador. Después de elegir al Ecuador, estuvo por tres décadas en Ecuavisa, donde fue entrevistador de uno de sus programas más conocidos, El Show de Bernard. Se divorció de su primera esposa con quien tuvo dos hijos en 1966 y en 1967 conoció a Evelina Cucalón, con quien poco después se casó hasta quedar viudo en 2006. El 12 de mayo de 2011 formó parte de Ecuador TV con el programa cultural Bernard en la noche.